# Abu Kishk
Abu Kishk (en arabe : أبو كشك  ) était un village palestinien du sous-district de Jaffa situé à 12 km au nord-est de Jaffa, et à 2 km au nord-ouest du fleuve Yarkon. Le village a été évacué le 30 mars 1948 par l'Irgoun pendant la guerre civile de 1947-1948 en Palestine mandataire.
En 1945, Abu Kishk comptait environ 1 900 habitants, dont  environ 300 qui habitaient dans la zone de ce qui est plus tard devenu Herzliya.

## Situation
Le village était situé à environ 2 km au nord-ouest du Yarkon. Des routes secondaires le reliaient à la route principale Jaffa-Haïfa et aux villages voisins.

## Histoire

### Mandat britannique de Palestine
En 1925, l'école du village est fondée. Au milieu des années 1940, elle comptait 108 élèves, dont 9 filles.
Au moment du recensement de 1931, Abu Kishk comptait 1 007 habitants, tous musulmans.
D'après les statistiques Abu Kishk comptait en 1945, 1900 musulmans possédant un total de 17 121 dounams de terres. Au total, 2 486 dounams de terres cultivables étaient alloués à la culture d'agrumes ou de bananes, 14 018 étaient emblavés ; tandis que 226 dounams étaient irrigués ou utilisés plantés de vergers.

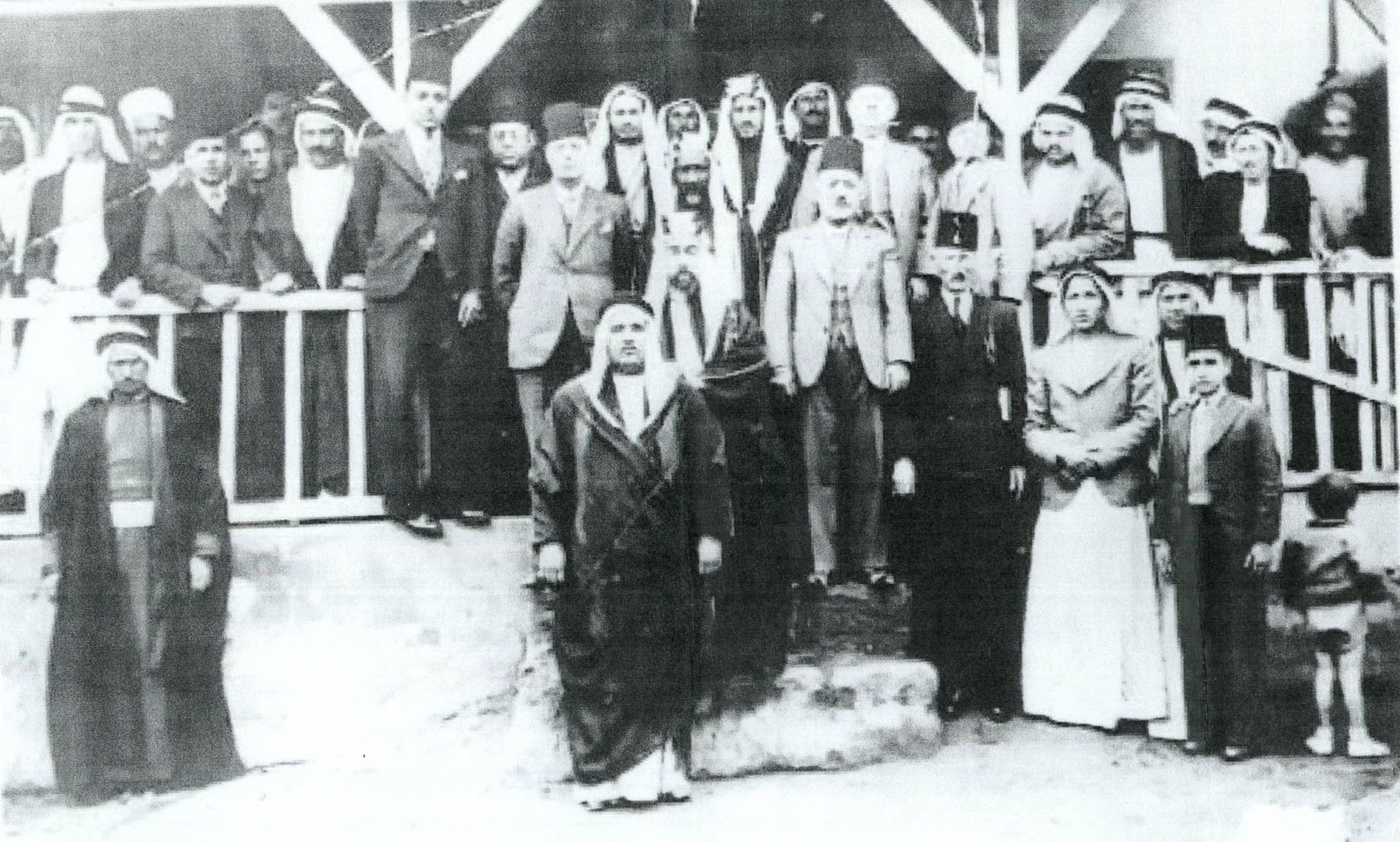
Seif Eddid AbuKish et le prince Abdullah Ier de Jordanie.

### Guerre de Palestine de 1948
En décembre 1947 et janvier 1948, les chefs des villages d'al Shaykh Muwannis, d'Al-Mas'udiyya, d'Al-Jammasin al-Sharqi/Al-Jammasin al-Gharbi d'Ijlil al-Qibliyya, d'Ijlil al-Shamaliyya et d'Abu Kishk rencontrent des représentants de la Haganah à Petah Tikva. Ces villages aspiraient à la paix et ont promis de ne pas porter assistance aux combattant des armées arabes de libération ou des milices arabes locales. Ils ont en outre promis que s'ils ne pouvaient les tenir à distance par leurs propres moyens, ils feraient appel à la Haganah.
À la mi-mars 1948, la Brigade d'Alexandroni impose un blocus à Al Shaykh Muwannis, Ijlil Al-Qibliyya, Ijlil Al-Shamaliyya et Abou Kishk. Le 12 mars, le Lehi kidnappe cinq notables du village d’Al Shaykh Muwannis. Cela sape la confiance des villageois dans accords passés avec la Hagana et beaucoup prennent le départ.